# Nemoscolus caudifer
Nemoscolus caudifer är en spindelart som beskrevs av Embrik Strand 1906. Nemoscolus caudifer ingår i släktet Nemoscolus och familjen hjulspindlar. Inga underarter finns listade i Catalogue of Life.